# Booz Allen Hamilton
Booz Allen Hamilton Inc., conocida de manera informal como Booz Allen,  es una empresa de consultoría y gestión estadounidense con sede en Tysons Corner en el condado de Fairfax, Virginia; cuenta con otras 80 oficinas en todo Estados Unidos. Su negocio principal gira en torno a la prestación de servicios de consultoría, gestión, tecnología y seguridad, servicios que presta sobre todo a agencias gubernamentales civiles como contratista del gobierno y a agencias de defensa e inteligencia como contratista de defensa. Sus servicios incluyen planificación estratégica, educación, comunicaciones, mejoras operativas, gestión de capital humano, ingeniería de sistemas, gestión de programas, seguridad y capacidad de recuperación y análisis económico.
Booz Allen Hamilton fue fundada en 1914 y es una de las empresas más antiguas de su sector en el mundo. A finales de la década de 1950, la revista Time calificó a la empresa como la más grande y prestigiosa firma de consultoría del mundo. Booz Allen salió a bolsa en 1970 con una oferta inicial de 500 000 acciones a un precio de 24$ cada una.
El principal accionista de Booz Allen Hamilton es la firma de capital privado Carlyte Group. El 17 de noviembre de 2010, las acciones ordinarias de Booz Allen empezaron a cotizar en la Bolsa de Nueva York; el 2 de enero de 2014, el CEO de la compañía, Ralph Shrader, hizo sonar la campana de apertura. También existe Booz & Company, fragmentada de Booz Allen en agosto de 2008 y que tiene el control de la estrategia comercial y la cartera internacional.
Desde el año 2012, a partir de una serie de criterios como el prestigio y la calidad de su trabajo, se ha considerado a Booz Allen entre la 6ª y 4ª mejor consultora del mundo. En 2014 fue nombrada por Vault como la mejor consultora del sector público. En 2013 la empresa adquirió notoriedad mediática cuando uno de sus empleados, Edward Snowden, cometió la quizás mayor filtración de documentos secretos en la historia de Estados Unidos, que sacó a la luz la red de vigilancia mundial que poseen las agencias de inteligencia de varios países y la colaboración en ella de la propia empresa. En 2013, el 99% de los ingresos de la compañía provenían de los contratos con el gobierno federal estadounidense.